# Маслянський
Масля́нський (рос. Маслянский) — селище у складі Сладковського району Тюменської області, Росія.
Населення — 1489 осіб (2010, 1725 у 2002).
Національний склад станом на 2002 рік:
- росіяни — 95 %